# موزه تاریخ هوانوردی غیر نظامی ارمنستان

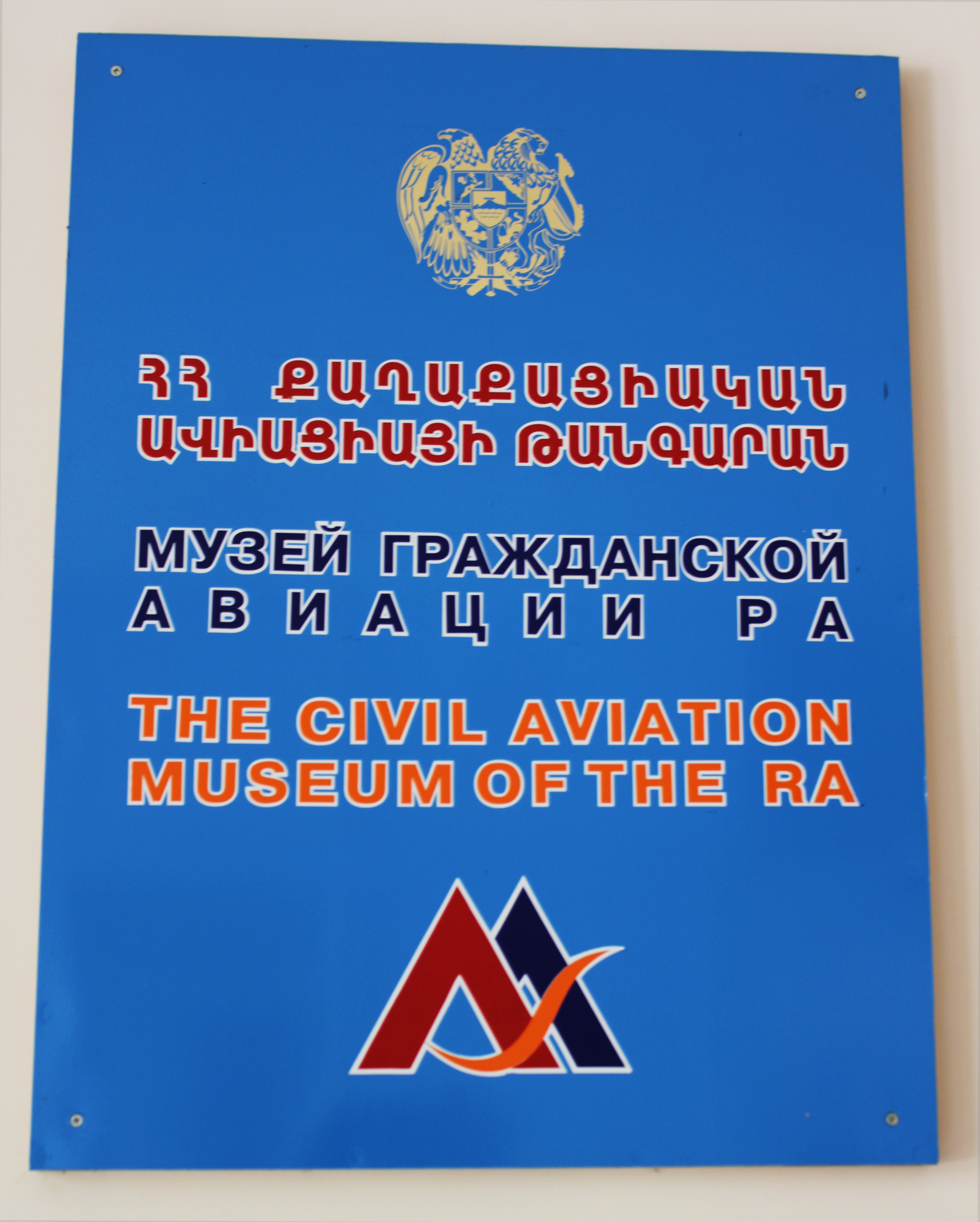

موزه تاریخ هوانوردی غیر نظامی ارمنستان (ارمنی: Հայկական ավիացիայի պատմության թանգարան) در سال ۱۹۹۸ در ۶۵مین سالگرد هوانوردی غیر نظامی در ارمنستان افتتاح شد. این موزه در زوارتنوتس، ارمنستان واقع شده‌است. این موزه شامل سندها، مجموعه‌ها، تصاویر، کتب‌ها و سایر اقلام با ارزشی، که تاریخی هوانوردی غیر نظامی بازتاب می‌دهد، را شامل می‌شود. موزه تاریخی هوانوردی به ابتکار هوانورد پیشین و استاد درجه یک ورزشی رازمیک گاسپاریان در سال ۱۹۹۸ بنیان‌گذاری شد. پیش زمینه به تاریخ ۳۰ سپتامبر ۱۹۳۳ بازمی‌گردد زمانی که نخستین نخستین پروازهای بین تفلیس-ایروان صورت گرفت. نخستین رئیس موزه غاریبجانیان بود. کاتالوگ اطلاعات موزه هوانوردی در سال ۱۹۹۹ زبان فرانسه را نیز شامل می‌شد. این موزه در ساختمان اداره کل حمل و نقل هوایی غیر نظامی در فرودگاه بین‌المللی زوارتنوتس واقع شده‌است.

## نگارخانه

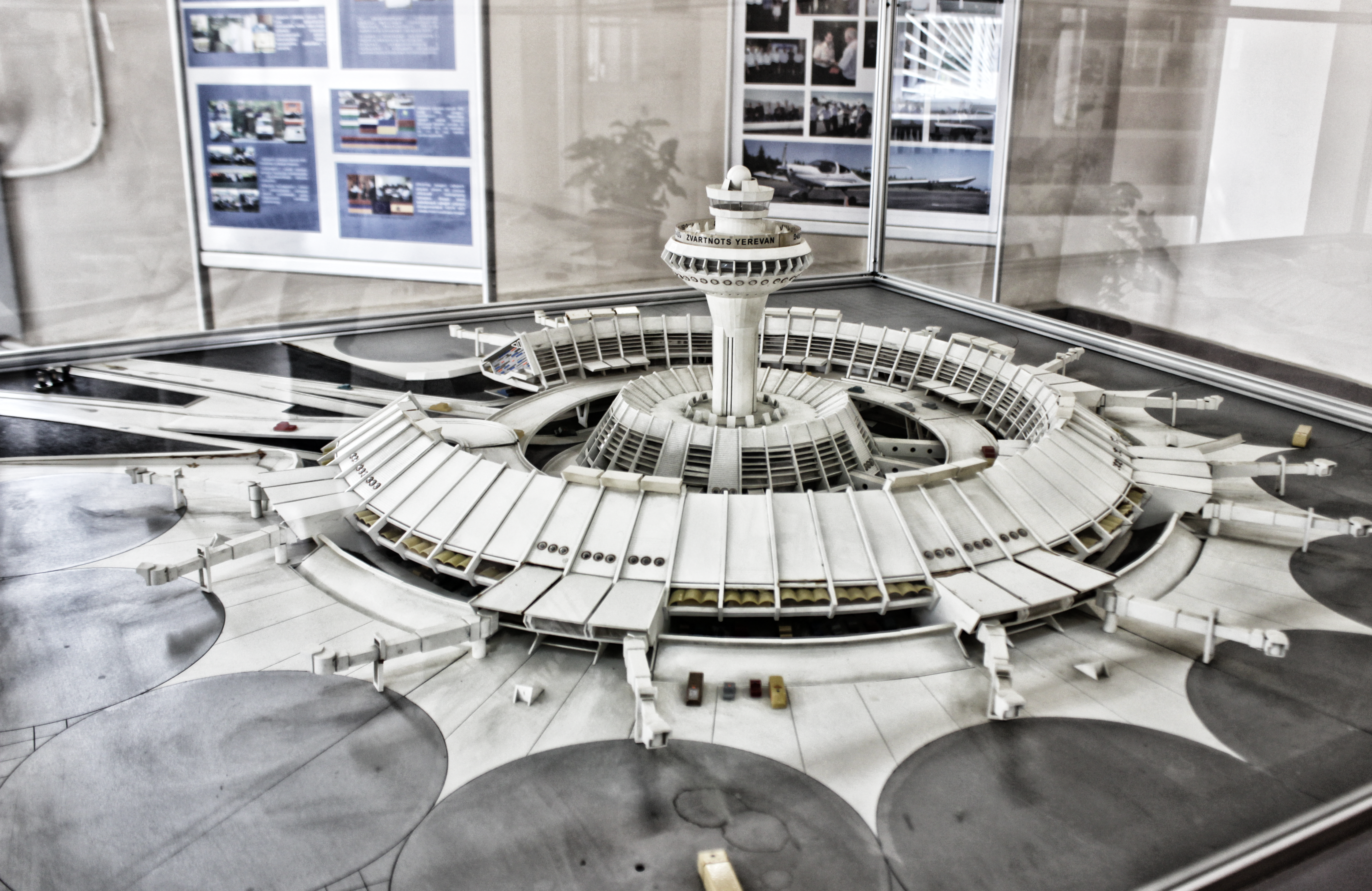
Old airport building model
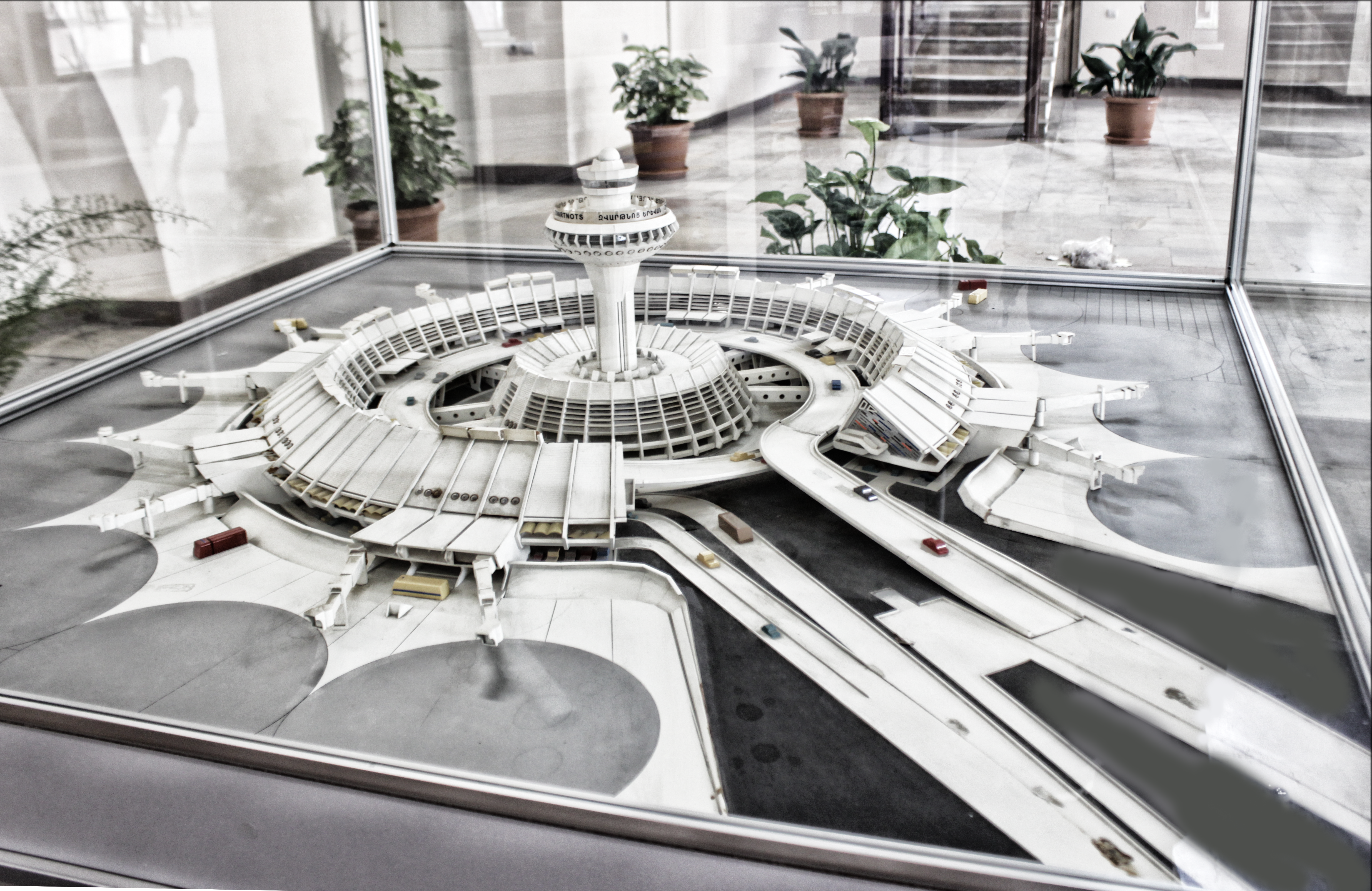
Old airport building model
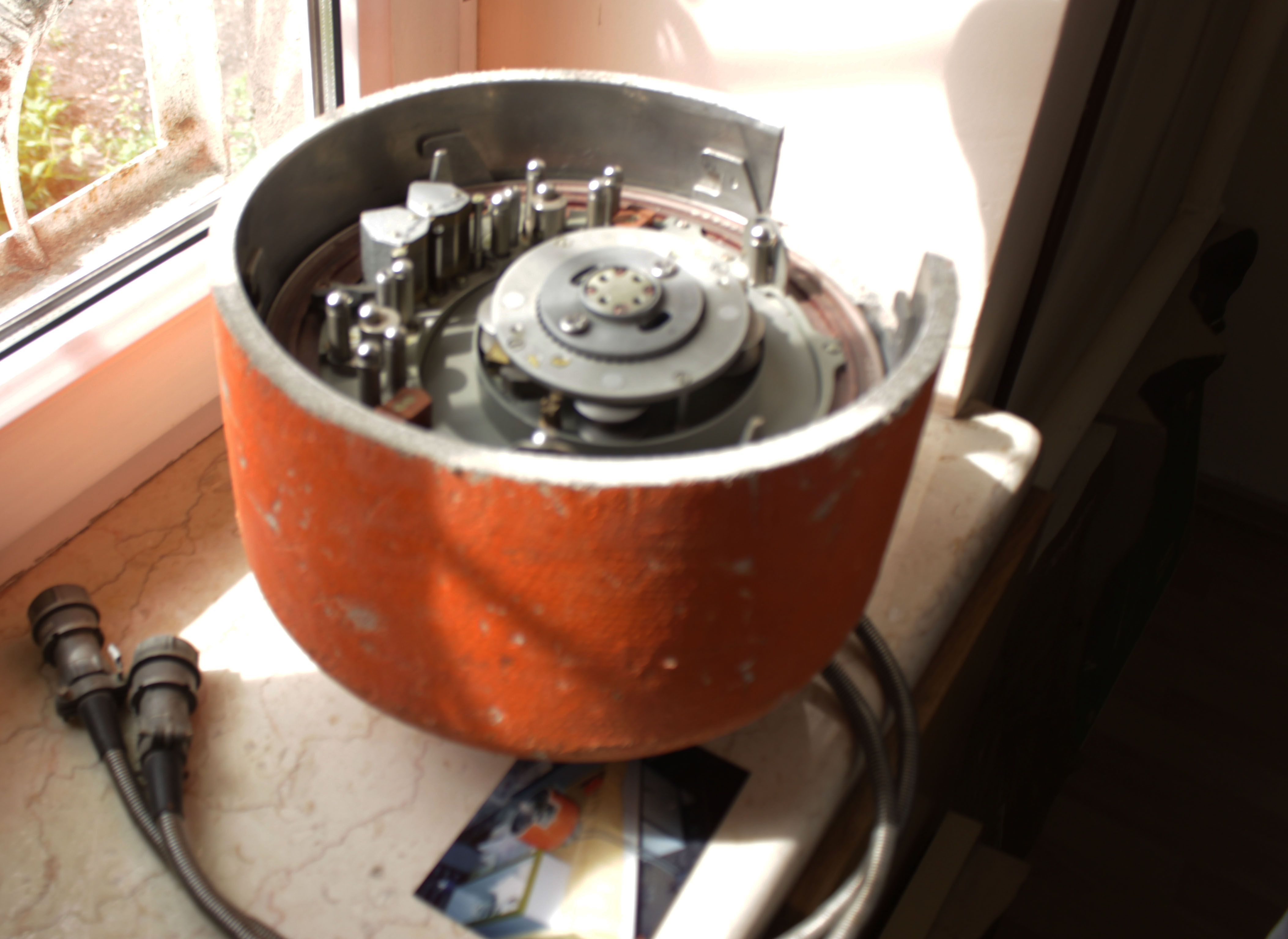
The museum's exhibits, a recording device - "Black Box"
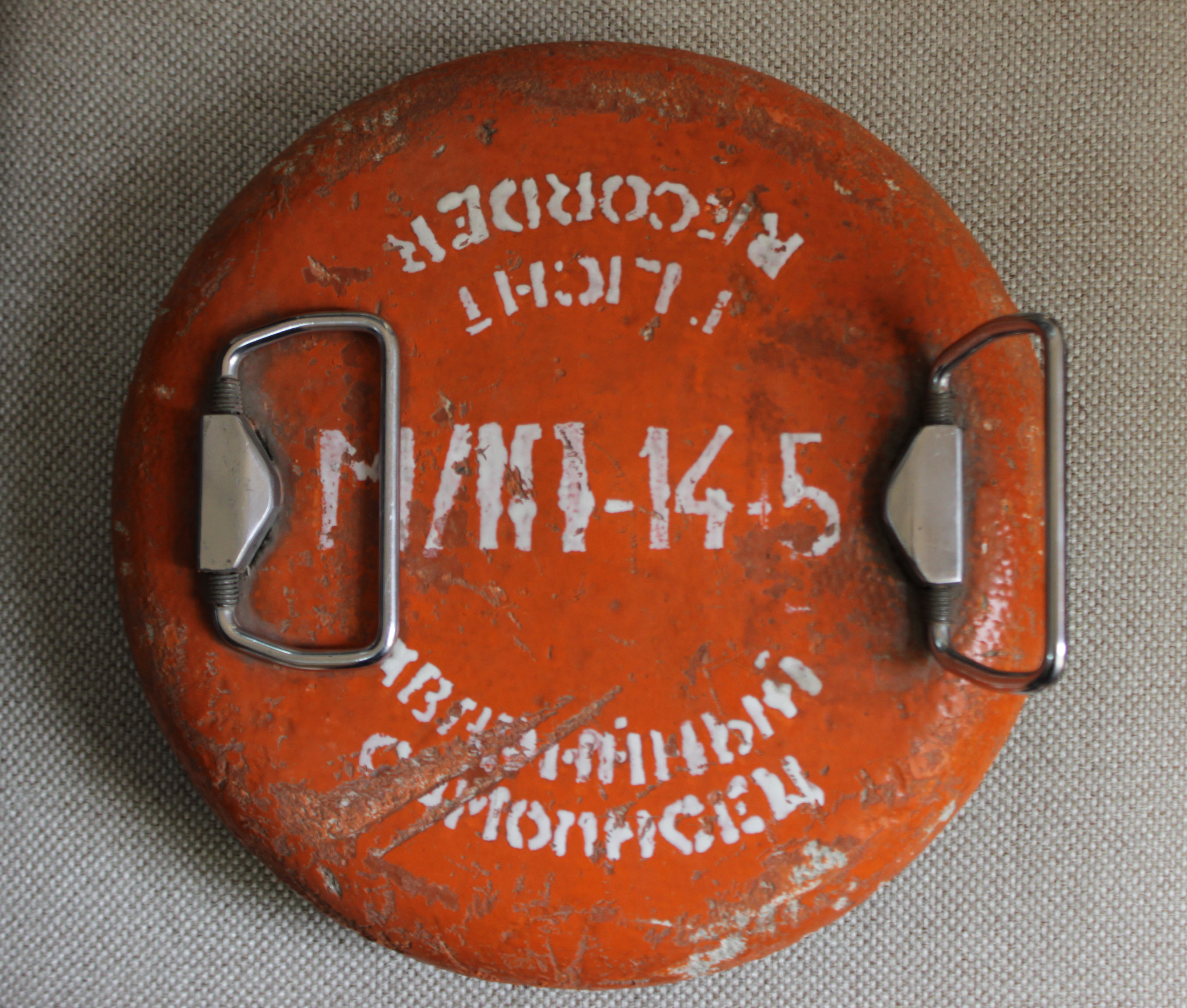
The museum's exhibits, a recording device - "Black Box"
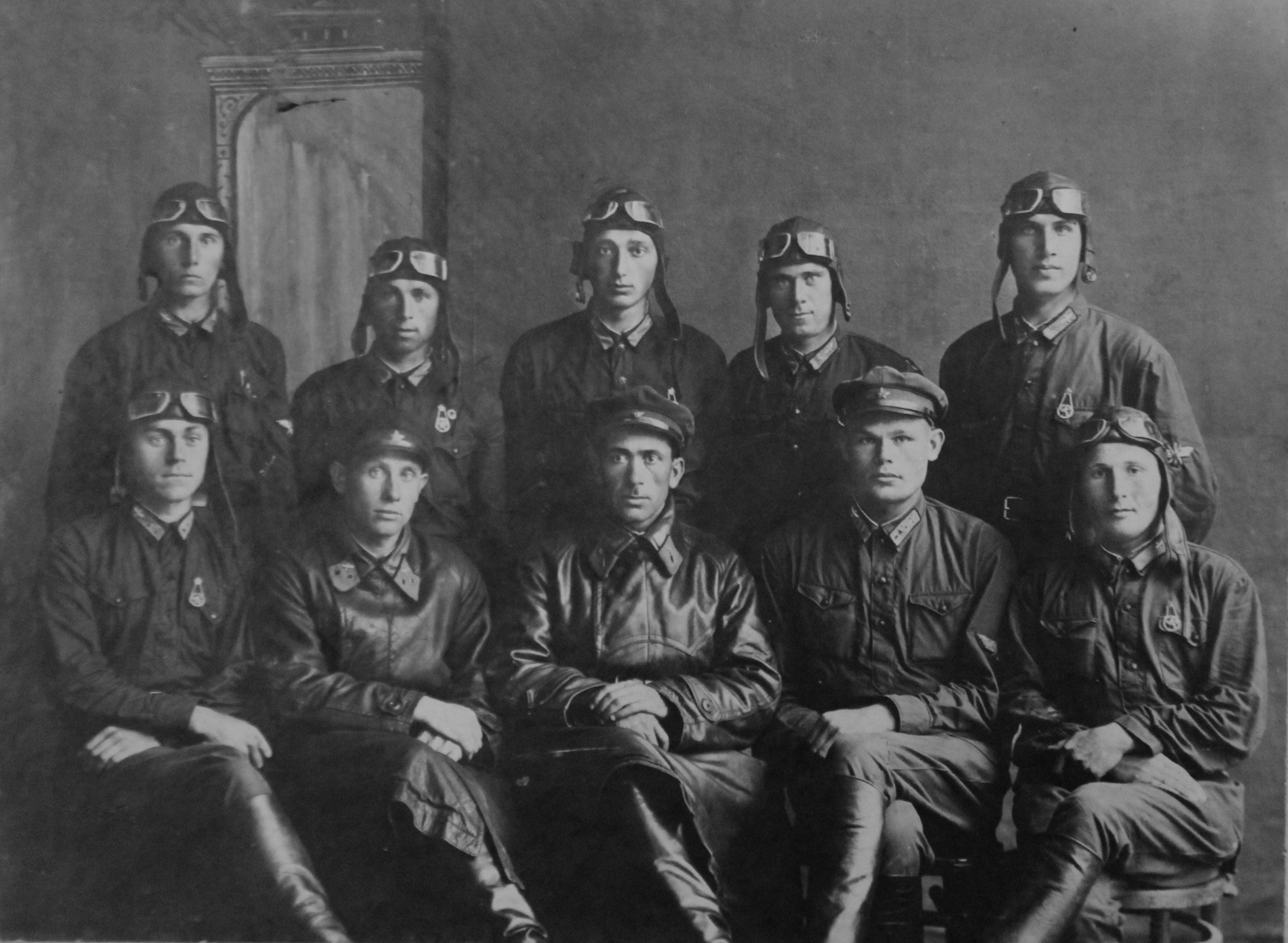
Armenian aviators group photos (museum)